# EEC-Syndrom
Das EEC-Syndrom, Akronym für Ektrodaktylie – Ektodermale Dysplasie – Cleft für Lippen-Kiefer-Gaumen-Spalte (LKG), ist eine seltene angeborene Erkrankung mit den Hauptmerkmalen einer Kombination von Spaltbildung in Hand oder Fuß,  Lippen-Kiefer-Gaumen-Spalte und Ektodermaler Dysplasie.
Die Abgrenzung als Krankheitsbild erfolgte im Jahre 1970 durch die deutschen Humangenetiker in Roswitha A. Rüdiger, E. Haase und Eberhard Passarge.

## Verbreitung
Die Häufigkeit ist nicht bekannt, bislang wurden mehr als 300 Patienten beschrieben. Die Vererbung erfolgt autosomal-dominant.

## Ursache und Einteilung
Je nach zugrunde liegender genetischer Veränderung können folgende Typen unterschieden werden:
- Typ 1, mit Fehlbildungen der Ohrmuscheln, des Mittel- und des Innenohrs,  Mutationen am Genort 7q11.2-q21.3[4]
- Typ 3, mit über 90 % der weitaus häufigste, „Missense“-Mutationen im TP63-Gen an 3q27, welches für den TP63-Transkriptionsfaktor kodiert, der für die Entwicklung des Ektoderms und der Gliedmaßen benötigt wird.[5]
- (Typ 2 ist entfallen)[1]

## Klinische Erscheinungen
Das Syndrom ist sehr variabel in seinem Erscheinungsbild.
Klinische Kriterien sind:
- Spalthand und/oder Spaltfuss oft asymmetrisch, Syndaktylien
- LKG meist beidseits, eventuell nur Lippenspalte ohne Gaumenspalte
- Atresie der Tränengänge, Photophobie, chronische Blepharitis und Konjunktivitis, Dakryozystitis, blaue Iris
- zu kleine (Mikrodontie) oder teilweise fehlende (Hypodontie) Zahnanlagen, schmale, stiftförmige Schneidezähne
- geringe Behaarung von Kopf, Augenbrauen und Wimpern mit blonden gekräuselten Haaren
- dysplastische Ohrmuscheln,  Schwerhörigkeit, Choanalatresie
- Hyperkeratose, Nageldysplasie, zu kleine Brustwarzen, Hypohidrose
- Dysplasie der Nieren und ableitenden Harnwege

## Diagnose
Mithilfe des Feinultraschalls können einige Veränderungen bereits im Mutterleib erkannt werden, eine genetische Untersuchung kann die Diagnose bestätigen.

## Differentialdiagnostik
Abzugrenzen sind andere Formen der ektodermalen Dysplasie wie das Rosselli-Gulienetti-Syndrom sowie das Hay-Wells-Syndrom.

## Heilungsaussicht
Die Prognose ist günstig, die Lebenserwartung ist nicht eingeschränkt. Eine Behandlung der Hypohidrose ist wesentlich, weil sie die häufigsten Komplikationen verursachen kann.

## Geschichte
Die Erstbeschreibung erfolgte vermutlich im Jahre 1804 durch die deutschen Ärzte Johann Gottlob Eckholdt und Franz Heinrich Martens.